# Природа (теория игр)

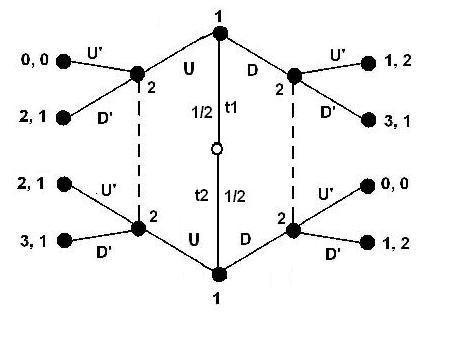
Игра, начинающаяся с хода природы

В теории игр ходом природы (англ. move by nature) называется решение в развёрнутой форме, принимаемое игроком, который не заинтересован в исходе игры. В игре появляется новый участник, — «Природа» — который выступает в роли генератора случайных чисел. Примером может служить последовательность карт в колоде: оно влияет на исход игры, однако не определяется ни одним из фактических участников.
На иллюстрации представлена развёрнутая форма игры сигнализирования, начинающаяся ходом природы. Природа — неотъемлемая часть игр с неполной информацией.